# Escola de supervivència
Escola de supervivència (títol original: Survival Quest) és una pel·lícula estatunidenca dirigida per Don Coscarelli, estrenada l'any 1988. Ha estat doblada al català.

## Argument
Un grup d'estudiants s'internen en la selva per a una classe de supervivència. Quan el professor és assassinat, els nois s'adonen que hauran d'usar l'ensinistrament per tornar a la civilització abans que els trobi el dolent de torn.

## Repartiment
- Lance Henriksen: Hank
- Mark Rolston: Jake
- Steve Antin: Raider
- Michael Allen Ryder: Harper
- Paul Provenza: Joey
- Traci Lind: Olivia
- Dermot Mulroney: Gray
- Catherine Keener: Cheryl